# Mikael Bolyos
Mikael Bolyos (Stockholm, 1957. április 6. –) magyar származású svéd zenész, producer, Marie Fredriksson férje.

## Karrierje
Bolyos karrierjét a svéd "Rospiggarna" nevű tánczenekarban kezdte, majd Roger Pontare-val együtt létrehozta a Stars&Bars nevű duót. Soulfunk, és R&B stílusú zenét játszottak, és felvettek két dalt. Mikael különböző svéd művészekkel dolgozott, és turnézott együtt. Úgy mint Tomas Ledin, Pugh Rogefelt, Lustans Lakejer, és Robert Wells. Marie Fredrikssont 1994-ben vette feleségül, és két gyermekük született. Stockholmban saját stúdiója van, és feleségével együtt több dalt is írtak, és hangszereltek itt.

## Diszkográfia

### Stúdióalbum
- "A Family Affair" (2007)

### Kislemezek
- "Stars and Bars" (1979)
- "Sky-Why/Co-Co" (1981)
- "Gå Tillbaks till gå" (1982)
- "Aldrig mer" (1983)
- "When the Lord is about to come" (2007)
- "Me & My Guitar" (2007)